# Aglymbus optatus
Aglymbus optatus är en skalbaggsart som beskrevs av Sharp 1882. Aglymbus optatus ingår i släktet Aglymbus och familjen dykare. Inga underarter finns listade i Catalogue of Life.